# Tabarz
Bad Tabarz es un municipio situado en el distrito de Gotha, en el estado federado de Turingia (Alemania), a una altitud de 420 metros. Su población a finales de 2016 era de unos 4000 habitantes y su densidad poblacional, 195 hab/km².
Se encuentra ubicado a poca distancia al oeste de Erfurt, la capital del estado.

## Sitios
- Parque temático del Struwwelpeter en  Tabarz

El célebre doctor y escritor Heinrich Hoffmann, autor del libro "Der Struwwelpeter", pasó sus vacaciones de verano en Tabarz de 1884 a 1894. Para conmemorar esta ocasión, en 1994 se erigió un "Parque Struwwelpeter", en el que se han colocado figuras y escenas del libro talladas. Junto a cada figura, puede leerse la historia correspondiente. Una placa conmemorativa y el nombre de una calle en Bad Tabarz también recuerdan al autor.